# 벤 대니얼스
벤 대니얼스(영어: Ben Daniels, 1964년 6월 10일 ~ )는 영국의 배우이다. LAMDA 출신으로, 연극 배우로 연기 활동을 시작했으며 1991년과 1994년에 로런스 올리비에상을 수상했다. 2000년대 이후에는 《로앤오더: 런던 특수수사대》(2009-11), 《더 파라다이스》(2013), 《하우스 오브 카드》(2013-14) 등에 조연으로 출연하였다.
대니얼스는 커밍아웃한 동성애자이며, 청소년기부터 성 지향성을 확립했다고 한다. 배우 이언 겔더와 1993년부터 교제해왔다.

## 출연 작품

### 텔레비전
- 캐주얼티 (1992)
- 무언의 목격자 (1996)
- 아가사 크리스티: 미스 마플 (2004)
- 스푹스 (2005) - 올레크 코르사코프 역
- 로앤오더: 런던 특수수사대 (2009-11) - 제임스 스틸 역
- 마법사 멀린 (2011) - 트리스탄 역
- 하우스 오브 카드 (2013-14) - 애덤 갤러웨이 역
- 더 파라다이스 (2013) - 톰 웨스턴 역
- 텅 빈 왕관 (2016)
- 엑소시스트 (2016-17)
- 심슨 가족 (2017) - 목소리
- 더 크라운 (2019) - 제1대 스노든 백작 안토니 암스트롱존스 역
- 주피터스 레거시 (2021)
- 파운데이션 (2023)
- 반지의 제왕: 힘의 반지 (예정)

### 영화
- 소련 KGB (1987)
- 뷰티풀 씽 (1996)
- 광끼 (1998)
- 브리타닉 (2000)
- 컨스피러시 (2001)
- 둠 (2005) - 고트 역
- 잭 더 자이언트 킬러 (2013)
- 로크 (2013) - 개러스 역
- 로그 원: 스타워즈 스토리 (2016) - 메릭 역
- 캡티브 스테이트 (2019) - 대니얼 역
- 아가일 (2024)